# پادکست

نشان‌واره به‌کاربرده‌شده از سوی اپل برای نمایش وِب‌آوا

پادکست (به انگلیسی: Podcast) یا پادپخش یا وِب‌آوا، محتوایی صوتی است که از وب قابل دریافت است. وِب‌آوا، انتشار مجموعه‌ای از پرونده‌های رسانه دیجیتال است که توزیع آن در اینترنت با استفاده از آر‌اس‌اس یا پلتفرم های صوتی صورت می‌گیرد، و معمولا روزنامه‌نگاران آن‌ها را بر روی یک پخش‌کنندهٔ موسیقی دیجیتال و قابل بارگیری قرار می‌دهند. این روش ارائهٔ محتوا، در سال ۲۰۰۴ محبوبیت پیدا کرد و گسترش یافت؛ و گاهی به آن رادیوی اینترنتی گفته می‌شود. از وِب‌آوا با عناوین «وب‌‏نوشت‌پخش» (blogcast) و «وب‏نوشت صوتی» (audio blog) نیز نام برده می‌شود.
برای دریافت آن، معمولاً از برنامه‌های خوراک‌خوان که از خدمات وب استفاده می‌کنند استفاده می‌شود و بر روی رایانه‌های خانگی یا پخش‌کننده‌های موسیقی دیجیتال یا گوشی موبایل قابل بارگیری است. قابل ذکر است که عمل دریافت وِب‌آوا را وِب‌آواگیری (به انگلیسی: Podcatch) می‌گویند.

## ریشه‌شناسی

### مبداء نخست
واژه Podcast (وِب‌آوا) از ترکیب دو واژه  iPod (آی‌پاد) و broadcasting (پخش گسترده) ساخته شده‌است.
واژهٔ Podcast (وِب‌آوا) از هم‌آمیزی واژه‌های iPod (آی‌پاد) و broadcasting (پخش گسترده) پدید آمده‌است.

### مبداء دوم
عده‌ای Podcast را سرواژه کلمات (Personal On-Demand Narrowcasting) می‌دانند که واژه NarrowCasting به‌معنی ارسال محدود در مقابل broadcasting به‌معنی ارسال به‌صورت کلان است.

### مبداء سوم
واژه‌نامهٔ جدید آمریکایی آکسفورد واژهٔ Podcast (وِب‌آوا) را برترین واژهٔ سال نامیده است. این لغت‌نامه تعریف لغوی این واژه را نیز بدین شکل آورده:

«برنامه‌ای رادیویی یا مشابه که دیجیتالی ضبط شده و جهت بارگیری برای دستگاه‌های شخصی پخش صدا در اینترنت گذاشته می‌شود.»

### مبداء چهارم
pod هم معنی و هم ریشه پود فارسی و cast به معنای تابش است.

## تاریخچه
این روش با افزایش محبوبیت دستگاه پخش موسیقی دیجیتالی آی‌پاد به عنوان روشی آسان برای به اشتراک گذاشتن محتویات صوتی از طریق اینترنت، به‌وجود آمد.
اولین بار مفهوم ضمیمه (enclosure) در خوراک‌های آراس‌اس را، تریستان لوئیس در اکتبر سال ۲۰۰۰ به صورت اولیه مطرح کرد. بعد به صورتی متفاوت، دیو واینر یکی از نویسنده‌های ساختار آراس‌اس آن را اجرا کرد؛ و در بحث با آدام کوری منجر به عامل ضمیمه (enclosure) شد. این عامل جدید در آراس‌اس ۰٫۹۲ این امکان را می‌داد که نشانی پرونده‌های صوتی-تصویری منتقل شود و گیرنده آن را درجا باز کند. مشتریِ این امکان جدید، وب نوشت‌های صوتی بودند؛ ولی این امکان جدید به سرعت رواج پیدا نکرد. تا اینکه در سال ۲۰۰۱ این امکان در نرم‌افزار وب نوشت نویسی Radio Userland به عنوان یک مؤلفه ارسال و دریافت پرونده‌ها اضافه شد و تنها چیزی که برای رسیدن به یک وِب‌آوا کم داشت، خودکار کردن این عمل بود.
این روش وب نوشت نویسی تا سال ۲۰۰۳ پیشرفت کرد و وب نوشت نویسی را به سمت جدیدی برد. نمونه‌ای تأثیرگذار استفاده از این فناوری در وب نوشتِ کریستوفر لیدون، نویسنده سابق نیویورک تایمز بود. در اکتبر سال ۲۰۰۳ بود که اولین بار از iTunes برای انتقال محتوای آراس‌اس به آی‌پاد استفاده شد. آدام کوری برنامه‌ای برای انتقال از آراس‌اس به آی‌پاد ارائه کرد که iPodder نام داشت.
در فوریه ۲۰۰۴ بن همرسلی در روزنامه گاردین مقاله‌ای نوشت که در آن به کار لیدون اشاره می‌کرد. برای شرح این کار کلمات مختلفی بکار برد که در بین آن Podcast (وِب‌آوا) هم به چشم می‌خورد. به این ترتیب اولین استفاده از این کلمه به قلمِ بن همرسلی بود. کم‌کم تولید کدهایی مانند iPodder در بین برنامه‌نویسان با مجوزهای آزاد جی‌پی‌ال گسترش یافت. یافته‌های موتورهای جستجوگر از عبارت Podcast (وِب‌آوا) در سال ۲۰۰۴ به سرعت زیاد شد. بعد از این وبگاه‌ها و ابزارهای مختلف با موضوع وِب‌آوا گسترش پیدا کرد.
وبگاه‌های خبری مثل BBC، برنامه‌های رادیویی با کمک وِب‌آوا راه‌اندازی کردند؛ و شرکت اپل امکان دریافت وِب‌آوا را به نرم‌افزار iTunes افزود و در سال ۲۰۰۵ نسل جدیدی از آی‌پادها با قابلیت پخش فیلم به بازار ارائه شد. در اواخر سال ۲۰۰۵ دستگاه‌های بازی قابل حمل شرکت سونی هم از آراس‌اس ۲٫۰ پشتیبانی می‌کرد.

## نرم‌افزارهای پخش وِب‌آوا فارسی
تعداد کمی از برنامه‌های نرم‌افزاری پخش وِب‌آوا هستند که به‌صورت اختصاصی فقط برای فارسی‌زبان‌ها ساخته شده‌اند و تمرکز خود را فقط روی وِب‌آواهای فارسی گذاشته‌اند تا بتوان فقط از آن برنامه‌ها به تمام وِب‌آواهای فارسی دسترسی پیدا کرد. برنامه‌های زیپاد٫ ناملیک و شنوتو تنها برنامه‌های پخش پادکست فارسی هستند. زیپاد تنها برنامه نرم‌افزاری‌ای است که هم برای iOS و هم Android وجود دارد.

### گسترش و محبوبیت
در سال ۲۰۰۴ گسترش و محبوبیت این پدیده به حدی بوده‌است که حتی کاخ سفید هم تعدادی از سخنرانی‌های جرج بوش را به صورت وِب‌آوا آماده کرده و بر روی وبگاه رئیس‌جمهور آمریکا قرار داده‌ است.
از سوی دیگر با انتشار یک پروندهٔ آوایی بر روی وبگاه ناسا که در آن، یکی از متخصصان - استیو رابینسون - حاضر در فضاپیمای دیسکاوری راجع به مأموریت این سفینه توضیح می‌داد ، رسانه‌ها با هیجان بسیار از «اولین وِب‌آوای ارسال شده از خارج از زمین» و «راهیابی وِب‌آواسازی به منظومهٔ شمسی» نوشتند.

### چه پادکست‌هایی محبوب‌تر هستند؟[۶]
1. مونولوگ یا تک‌گویی. یک نمایش یک نفره بسازید و درباره موضوعی اظهارنظر کنید و آموزش یا گزارش بدهید.
2. داستان. با تعریف منظره‌های صوتی داستانی بگویید و شنوندگان را جذب کنید.
3. گفتگوی آزاد. یک میزبان مشترک پیدا کنید، موضوعی را انتخاب کنید و اجازه دهید گفتگو به‌طور طبیعی پیش رود.
4. مصاحبه. شخص دیگری را به برنامه دعوت کنید و از او درباره تجربیات، تخصصش یا هر مورد دیگری بپرسید که برای شنوندگان مهم و ارزشمند است.

## ویژگی‌ها
وِب‌آواسازی نیز مانند روش‌های دیگر ارائهٔ محتویات رسانه‌ای بر روی اینترنت (به‌عنوان مثال پخش رادیویی و Online Audio/Video streaming) از ارسال پرونده استفاده می‌کند. اما وِب‌آواسازی دارای چند تفاوت عمده با این روش‌هاست:
1. وِب‌آواسازی برخلاف سایر روش‌های ارائه محتوای صوتی که به روش ارسال خودکار به مخاطب (Push Technology) کار می‌کنند، بر اساس روش جذب مخاطب به سمت خود (Pull Technology) است؛ یعنی، در این روش، مصرف‌کننده بر اساس تقاضای مشخص خود، به محتوای وب دسترسی دارد و مانند رادیو، مطالب به او تحویل داده نمی‌شود بلکه او آن‌ها را بر اساس نیاز خود تحویل می‌گیرد.
2. در این روش، مصرف‌کننده محتوای مورد نظر را به وسیله دستگاه‌های پخش غیر از رایانه نیز استفاده می‌کند و در زمان استفاده، لزوماً نیازی به دسترسی به رایانه نیست. معمولاً دستگاه‌هایی که می‌توان وِب‌آواها را روی آن‌ها شنید، همان دستگاه‌های پخش موسیقی دیجیتال هستند که عموماً بسیار کوچک و قابل‌حمل‌اند. در نتیجه کاربر در هر زمان و مکانی قادر به استفاده از محتوای صوتی خواهد بود.
3. محتوا پس از دریافت از اینترنت، بدون نیاز به ارتباط با اینترنت، قابل استفاده خواهد بود در حالی که در سایر روش‌ها، نیاز به حفظ ارتباط اینترنتی برای استفاده از محتوا وجود دارد.
4. در این روش، امکان شنیدن هر بخش از محتوا، جلو و عقب بردن آن، شنیدن محدودهٔ خاصی از محتوا و سایر موارد از طرف کاربر ممکن است. کاربر به هر تعداد بار که بخواهد می‌تواند محتوا را گوش دهد در حالی که در رادیو اینترنتی، چنین امکانی به خودی خود وجود ندارد.
5. در این روش، نیازی به مراجعه به وبگاه‌های مختلف برای دسترسی به انواع محتویات نیست و با تنظیم نرم‌افزار و افزودن نشانی وِب‌آوای موردنظر به فهرست، انتقال محتوا به رایانه و در نهایت به دستگاه پخش آن به‌صورت خودکار انجام شده و کاربر همیشه آخرین و جدیدترین اطلاعات را در دستگاه پخش محتوای صوتی خود خواهد داشت.